# Kuno Des Fours Walderode
Kuno Theodor Augustin Franz Leopold Maria Des Fours Walderode (19. února 1879 Křetín – 4. února 1956) byl český šlechtic z rodu Desfours-Walderode, diplomat a od roku 1936 majitel velkostatku Potštát.
Narodil se jako mladší syn Theodora Desfours-Walderode, studoval na Univerzitě v Cambridgi, vstoupil do diplomatické služby, jako legační rada působil v Tokiu, později v Istanbulu, v Pekingu, až do 20. let ve Stockholmu. Protože jeho bratranec Sigmund zemřel bezdětný, zdědil po něm zámek a velkostatek Potštát.
Za svých cest vybudoval sbírku orientálií, takto také pomohl budovat sbírku na Hrubém Rohozci (u svého bratra Mikuláše). Na Moravě také udržoval kulturní styky, např. s Jakubem Demlem.